# Skinfaxi und Hrimfaxi
Skinfaxi und Hrimfaxi sind zwei Tiergestalten, ein Pferdepaar aus der Germanischen Mythologie und Sagenwelt. Sie verkörpern die Zugtiere der Götter für Tag und Nacht.

## Skinfaxi

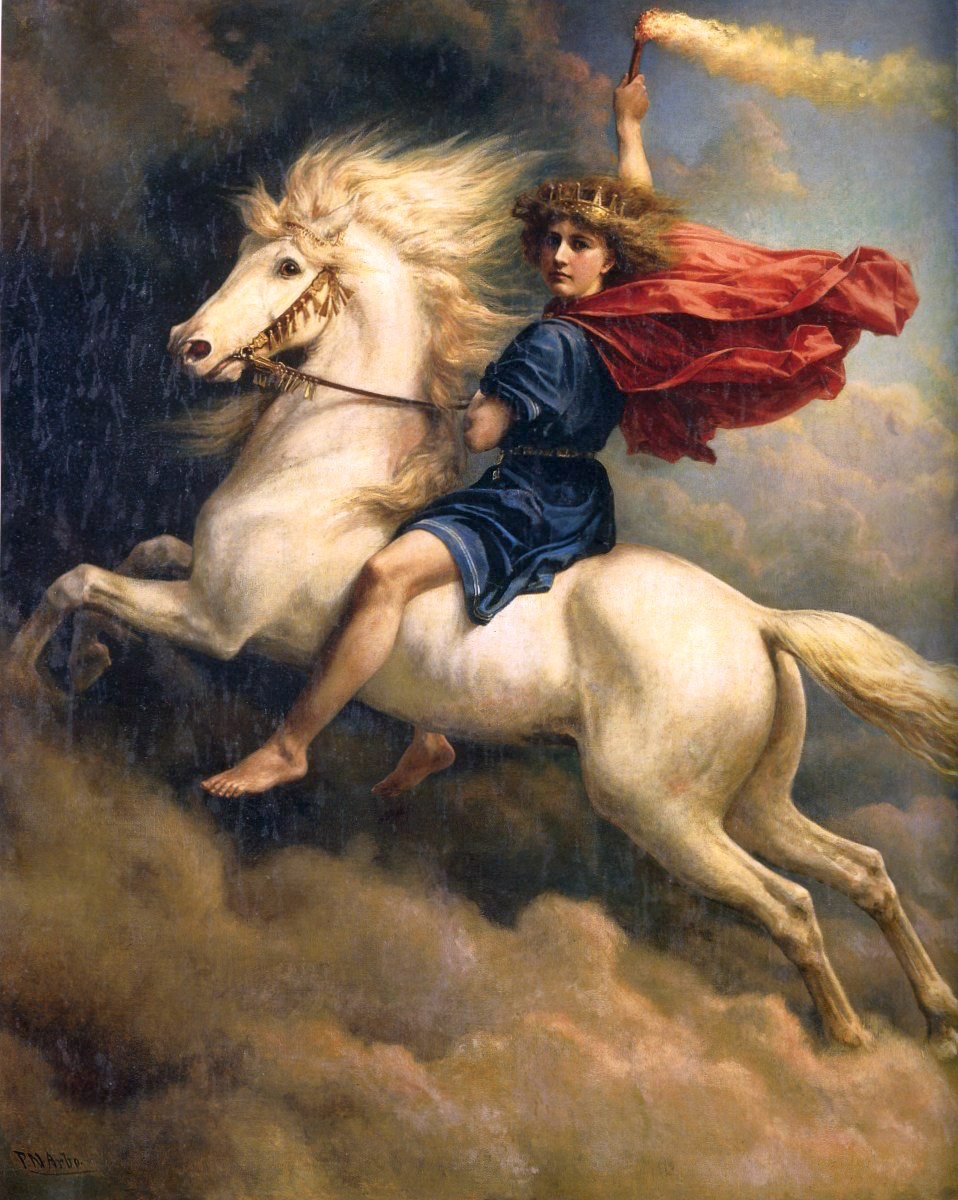
Dagr reitet Skinfaxi (Gemälde von Peter Nicolai Arbo; 1874)

Skinfaxi verkörpert das Pferd des Gottes Dag (Tag) aus der nordischen Mythologie, das den Sonnenwagen über das Firmament zieht. Aus der nordischen Mythologie gibt es nur wenige schriftliche Quellen dazu. Skinfaxi wird oft als Leuchtmähne betitelt, da in isländischen Sagen das Pferd von Dag nicht einen Wagen mit der Sonne zieht, sondern selbst mit seiner Mähne leuchtet. Auch einen verfolgenden Wolf gibt es nicht. Skinfaxis „Arbeitslust“ ist in diesen Quellen prägend für die Jahreszeiten (Sommer, Winter). Hrimfaxi ist der Name eines zweiten Pferdes, das die Nacht über den Himmel zieht.

### Andere Versionen
Alternativversionen gingen von einer eigenständigen Sonnengöttin „Sol“ und den Pferden Alsvidr und Arvakr (auch Alswinn und Arwak, nordisch „Allgeschwind“ und „Frühwach“) als zwei Pferden, die den Wagen der Sonnengöttin Sol über den Himmel ziehen, aus. Das Gespann wird ständig von dem Wolf Skalli verfolgt und zur Eile angetrieben.

### Adaptionen
Skinfaxi findet sich in einem breiten Spektrum als Namensgeber wieder. Viele isländische Pferdevereine – beispielsweise aus Dänemark – verwenden den Namen, während in Deutschland ein Jugendhilfeprojekt Skinfaxi als Namen gewählt hat.

## Hrimfaxi

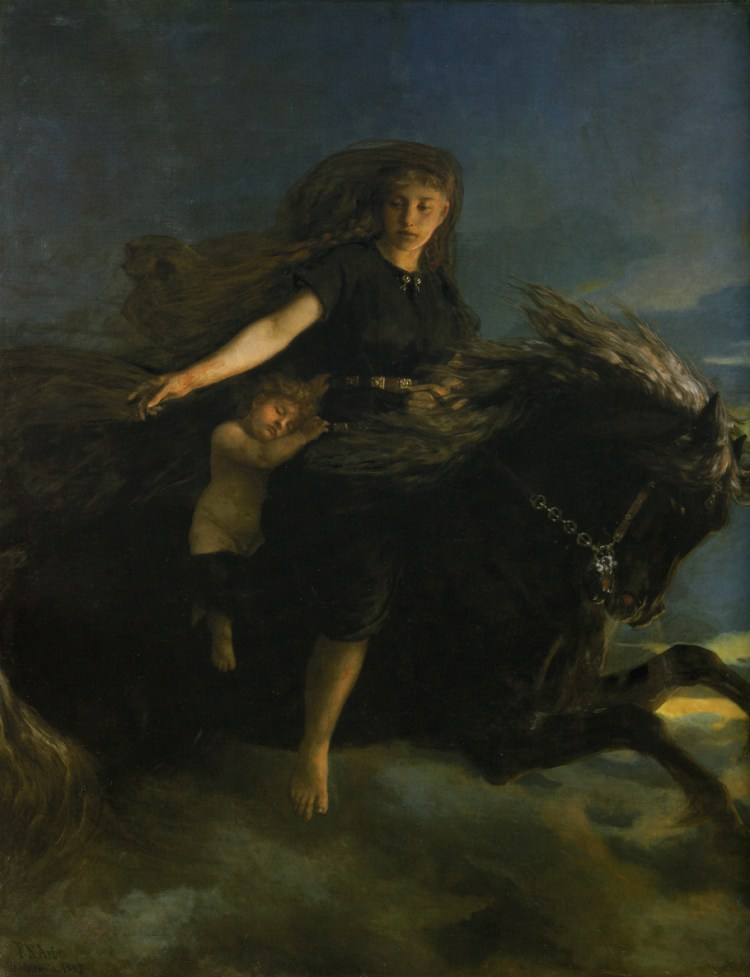
Nott auf Hrimfaxi reitend

Hrímfaxi (altnordisch für „Rußpferd“ oder „das Reifmähnige“), auch Hrimfaxi, ist in der nordischen Mythologie das Pferd, das die Nacht über den Himmel zieht. An anderer Stelle heißt es, dass die Nótt, das ist die Personifikation der Nacht, auf dem Pferd reite beziehungsweise dass das Pferd ihren Wagen ziehe. Der Schaum (oder Speichel) Hrímfaxis, der morgens auf die Erde fällt, bildet den Tau der Täler. Im Anschluss daran zieht das Pferd Skinfaxi, das zu Nótts Sohn Dagr gehört, den Tag über den Himmel.